# Gerlospas
De Gerlospas of Gerlosplatte is een bergpas die de Oberpinzgau in de Oostenrijkse deelstaat Salzburg verbindt met het Zillertal in Tirol. De pashoogte ligt rond de 1500 meter hoogte. De oude pasweg loopt van de gemeente Wald im Pinzgau naar Gerlos in het Zillertal. De weg is ontoegankelijk voor voertuigen met aanhangers en vrachtwagens. Gedurende de winter is deze pasweg soms gesloten.
In de jaren zestig van de 20e eeuw werd een nieuwe pasweg aangelegd tussen Krimml en Gerlos. Deze weg is het gehele jaar begaanbaar, maar voor het berijden ervan moet tol worden afgedragen.
Arlberg · Bielerhöhe · Brenner · Fern · Flexen · Gerlos · Großglockner · Hahntennjoch · Katschberg · Kühtai · Pfitscherjoch · Plöcken · Radstädter Tauern · Reschen · Seefeld · Sölk · Staller Sattel · Timmelsjoch · Triebener Tauern · Turracherhöhe · Zeinis